# Diputación Provincial de Ciudad Real
La Diputación Provincial de Ciudad Real es una institución pública gubernamental que presta servicios directos a los ciudadanos y presta apoyo técnico, económico y tecnológico a los ayuntamientos de los municipios de la provincia de Ciudad Real, en la comunidad autónoma de Castilla-La Mancha, España. Además, coordina algunos servicios municipales y organiza servicios de carácter supramunicipal. Tiene su sede central en el Palacio Provincial de la ciudad de Ciudad Real. Integran la Diputación Provincial, como órganos de Gobierno de la misma, el presidente, los vicepresidentes, la Junta de Gobierno y el Pleno.
En las elecciones municipales de 2015 fue la única Diputación de Castilla-La Mancha donde no se rompió el bipartidismo imperante, el PSOE mejoró su resultado, mientras que el PP perdió varios diputados. Su actual presidente es Miguel Ángel Valverde Menchero.

## Composición
| Corporación Provincial y Junta de Gobierno |                                                     |                                                                           |                  |                 |
| Diputado                                   | Partido                                             | Cargo en la Diputación                                                    | Partido judicial | Cargo municipal |
| Miguel Ángel Valverde Menchero             |                                                     | Presidente de la Diputación Provincial                                    |                  |                 |
| Milagros Calahorra Vera                    |                                                     | Vicepresidenta primera Promoción de la identidad y tradiciones            |                  |                 |
| Sonia González Martínez                    |                                                     | Vicepresidenta segunda Impulso económico y Territorial y Reto Demográfico |                  |                 |
| Miguel Ángel Ruíz Rodríguez                | Vicepresidenta tercera Red Provincial de Carreteras |                                                                           |                  |                 |
| Adrián Fernández Herguido                  | Vicepresidente cuarto Organización interna          |                                                                           |                  |                 |
| María Jesús Pelayo García                  |                                                     | Vicepresidenta quinta Impulso sociocultural y turístico                   |                  |                 |
| Encarnación Medina Juárez                  |                                                     | Vicepresidenta sexta Atención a las personas                              |                  |                 |
| Dª. Rocío Zarco Troyano                    | Portavoz Promoción económica,empleo y formación     |                                                                           |                  |                 |
| María Isabel Mansilla Piedras              | Asistencia a municipios y subvenciones              |                                                                           |                  |                 |
| Carlos Jesús Villajos Sanz                 | Medio Ambiente y Ciclo Integral del Agua            |                                                                           |                  |                 |
| Mª Antonia Álvaro García Villaraco         | Servicio de Igualdad y Atención a Personas          |                                                                           |                  |                 |
| Carlos Martín-De la Leona Menchén          | Recursos Humanos,Imprenta Provincial y CEMPRI       |                                                                           |                  |                 |
| Benjamín de Sebastián Mora                 | Secretaría General y Mesa de Contratación           |                                                                           |                  |                 |
| Dº. José Manuel Bolaños Viso               |                                                     | Portavoz                                                                  |                  |                 |
| Gema García Ríos                           |                                                     |                                                                           |                  |                 |
| María Elena García Zalve                   |                                                     |                                                                           |                  |                 |
| Vanesa Iria Uriarte                        |                                                     |                                                                           |                  |                 |
| Luis Alberto Lara Contreras                |                                                     |                                                                           |                  |                 |
| Begoña Martín Moreno Urda                  |                                                     |                                                                           |                  |                 |
| María Esther Mora Meneses                  |                                                     |                                                                           |                  |                 |
| Juan Carlos Moraleda Herrera               |                                                     |                                                                           |                  |                 |
| Irene Ruíz Camacho                         |                                                     |                                                                           |                  |                 |
| Jesús Manuel Ruíz Valle                    |                                                     |                                                                           |                  |                 |
| Mariano Ucendo Díaz-Pintado                |                                                     |                                                                           |                  |                 |
| Ángel Cano Nieto                           |                                                     |                                                                           |                  |                 |

Tras las elecciones municipales de 2023:
| Actual distribución de la Diputación tras las elecciones municipales de 2023 | Actual distribución de la Diputación tras las elecciones municipales de 2023 | Actual distribución de la Diputación tras las elecciones municipales de 2023 | Actual distribución de la Diputación tras las elecciones municipales de 2023 | Actual distribución de la Diputación tras las elecciones municipales de 2023 |
| Partido político                                                             | Votos                                                                        | %                                                                            | Diputados                                                                    |                                                                              |
| ---------------------------------------------------------------------------- | ---------------------------------------------------------------------------- | ---------------------------------------------------------------------------- | ---------------------------------------------------------------------------- | ---------------------------------------------------------------------------- |
| Partido Socialista de Castilla-La Mancha (PSCM-PSOE)                         | 112.390                                                                      | 41,77%                                                                       | 12                                                                           |                                                                              |
| Partido Popular de Castilla-La Mancha (PP-CLM)                               | 106.554                                                                      | 39,59%                                                                       | 11                                                                           |                                                                              |
| Vox (VOX)                                                                    | 24.243                                                                       | 9,01%                                                                        | 2                                                                            |                                                                              |

#### Distribución de escaños por partidos judiciales
| Partido judicial           |    |    |   | Diputados |
| -------------------------- | -- | -- | - | --------- |
| Alcázar de San Juan        | 3  | 2  | 1 | 6         |
| Ciudad Real                | 3  | 4  | 1 | 8         |
| Daimiel                    | 1  | 1  |   | 2         |
| Manzanares                 | 1  | 1  |   | 2         |
| Puertollano                | 2  | 2  |   | 4         |
| Valdepeñas                 | 1  | 1  |   | 2         |
| Villanueva de los Infantes | 1  |    |   | 1         |
| Total                      | 12 | 11 | 2 | 25        |

## Presidentes de la Diputación
| Período   | Nombre del Presidente                     | Partido |
| --------- | ----------------------------------------- | ------- |
| 1977–1979 | Miguel Sánchez Maroto                     |         |
| 1979–1983 | Eloy Sancho García                        |         |
| 1983–1987 | Francisco Javier Martín del Burgo Simarro |         |
| 1987–1995 | Francisco Ureña Prieto                    |         |
| 1995–1999 | Luis Jesús Garrido Garrancho              |         |
| 1999-2015 | Nemesio de Lara Guerrero                  |         |
| 2015-2023 | José Manuel Caballero Serrano             |         |
| 2023      | Miguel Ángel Valverde Menchero            |         |

## Sede
La diputación alberga sus dependencias principales en el Palacio de la Diputación, inmueble declarado bien de interés cultural en 1993.
Uno de los servicios más importantes dentro de la Diputación, por la relevancia que tiene dentro de la economía de los distintos municipios que conforman la provincia de Ciudad Real, es el Servicio de Gestión Tributaria, Inspección y Recaudación, estando ubicadas sus oficinas centrales en el conocido edificio que albergaba antaño "la Casa Cuna" de Ciudad Real.

## Proyectos
Entre otros proyectos, destaca el lanzamiento en 2017 de 'Mapas de Memoria', una iniciativa para localizar enterramiento de víctimas de la Guerra Civil, en colaboración con "Centro de Estudios de Memoria y Derechos Humanos" de la UNED.
Proyecto Geoparque volcanes de Calatrava.